# Rijpwetering
Rijpwetering est un village dans la commune néerlandaise de Kaag en Braassem, dans la province de la Hollande-Méridionale. Le 1er janvier 2006, le village comptait 1 650 habitants.

## Rijpwetering en images

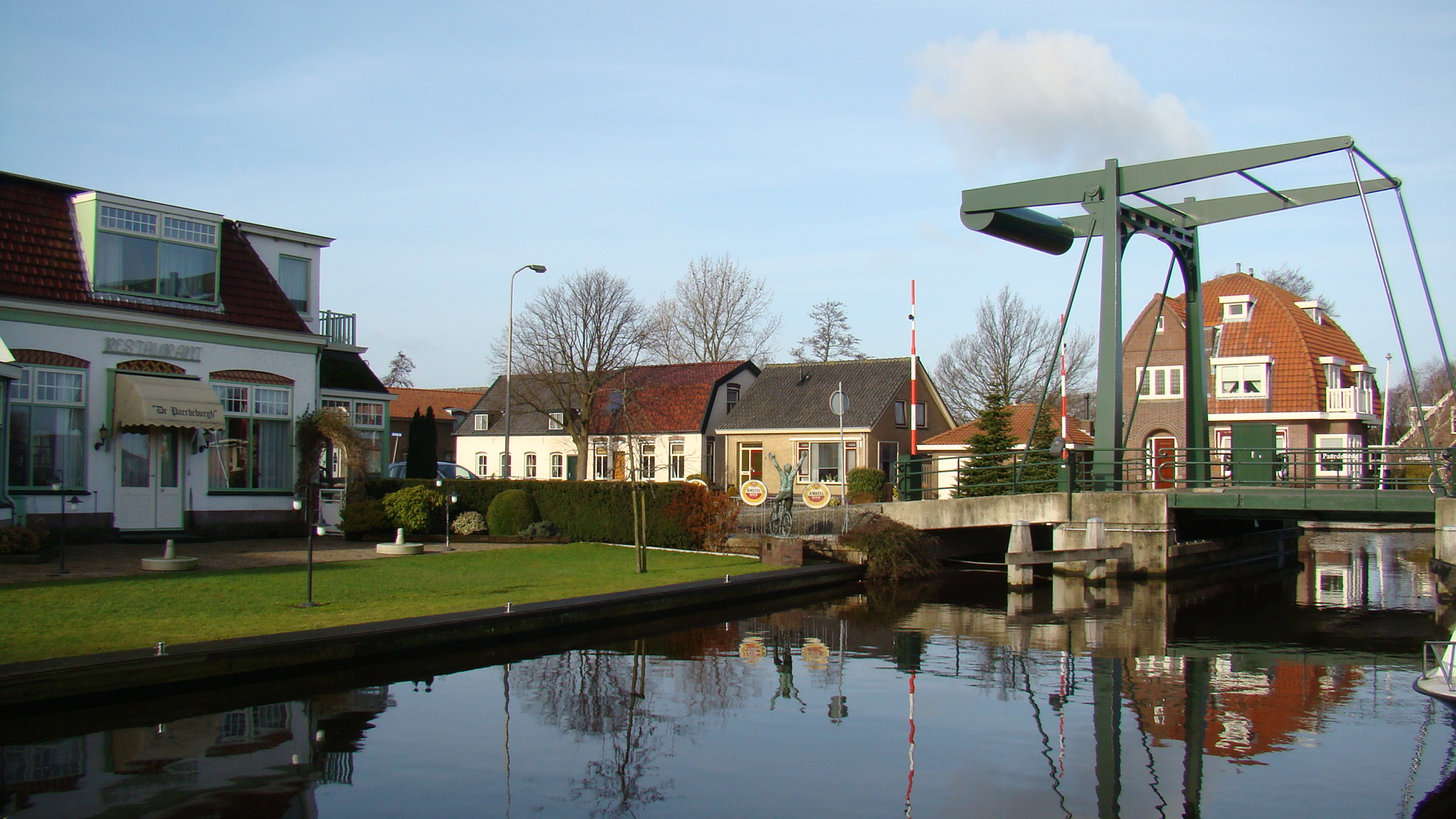
Rijpwetering, centre
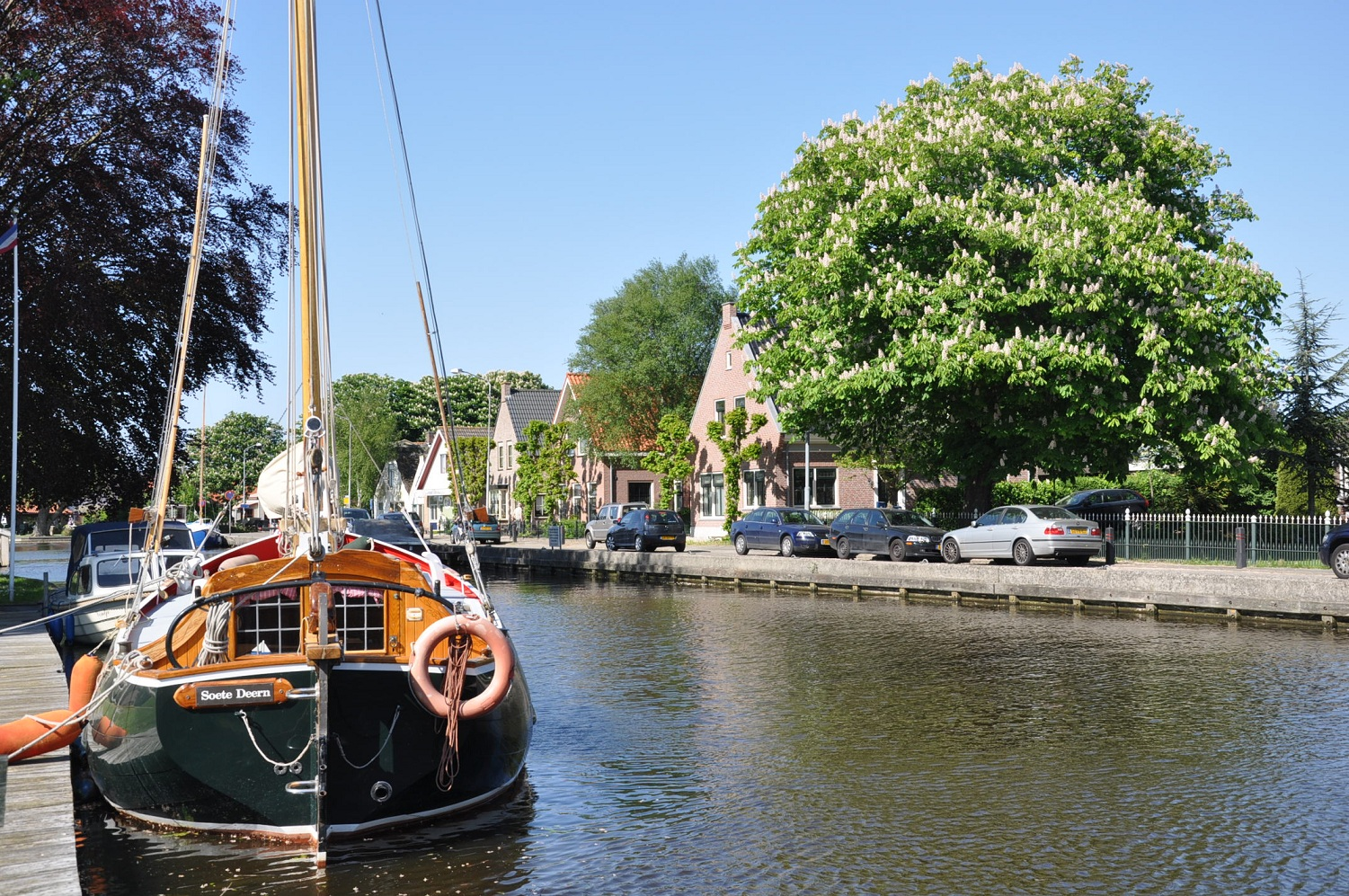
Bateaux à Rijpwetering
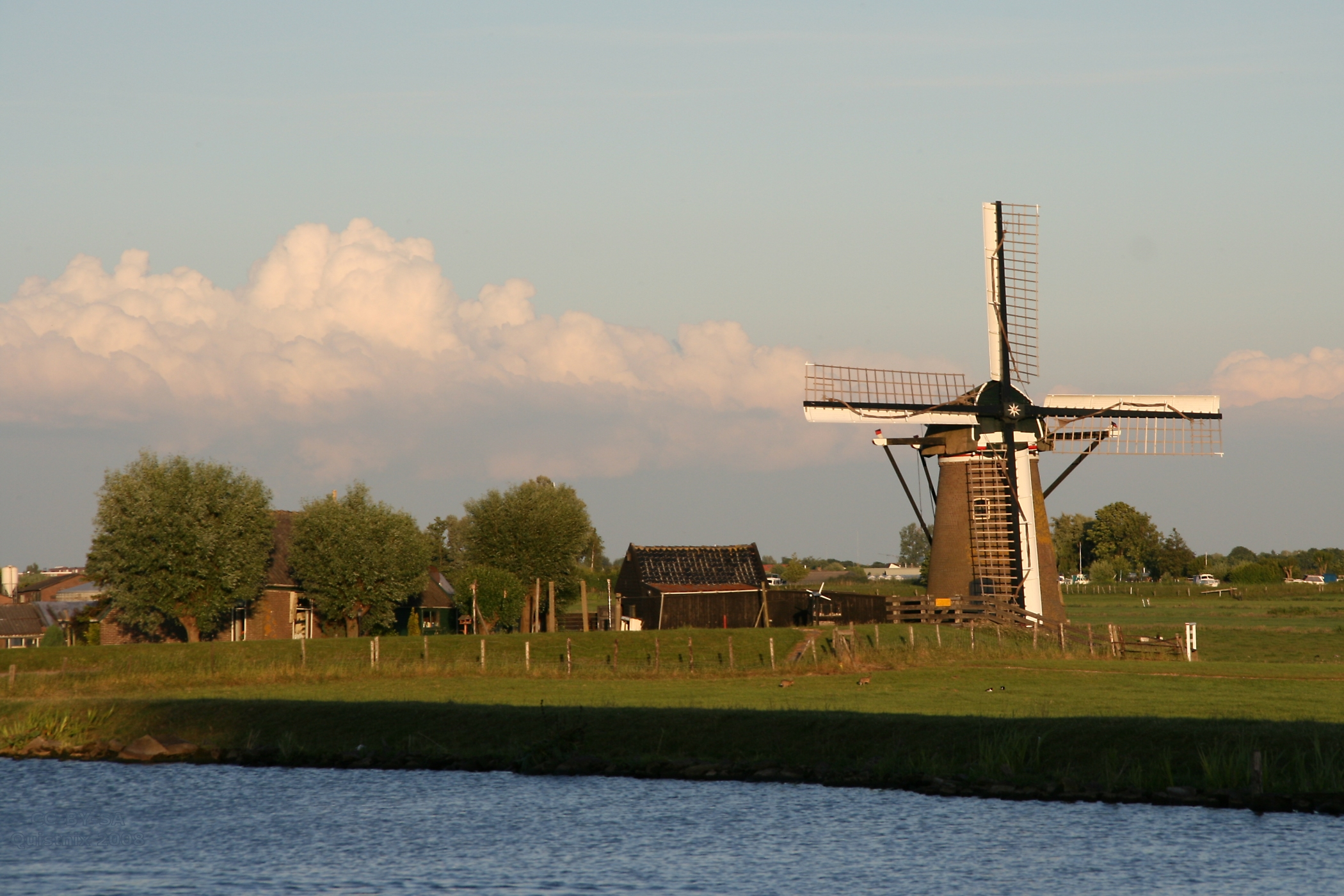
L'Adermolen ('Moulin Ader')
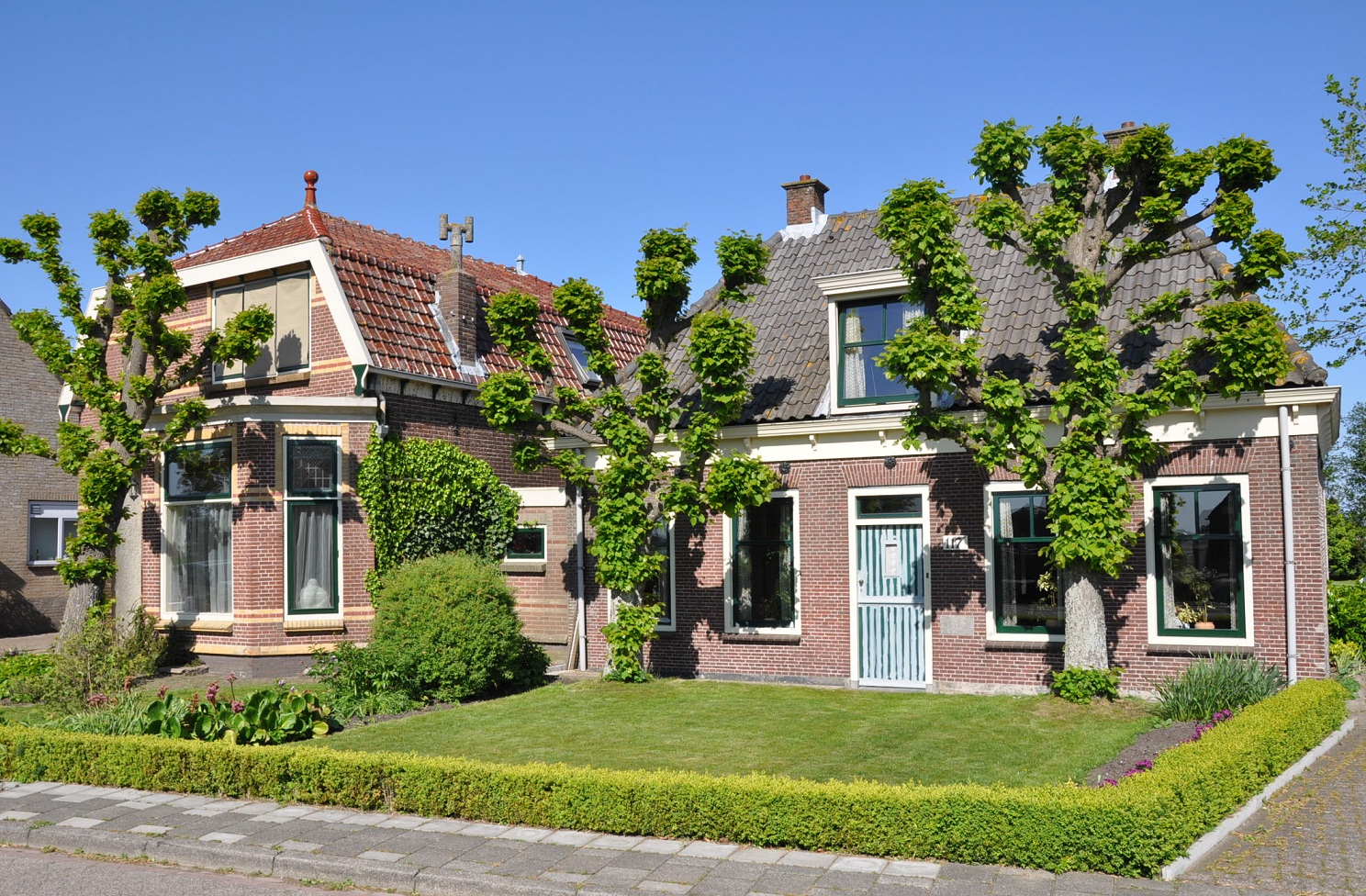
Maisons dans la Rue 'Pastoor van der Plaat'
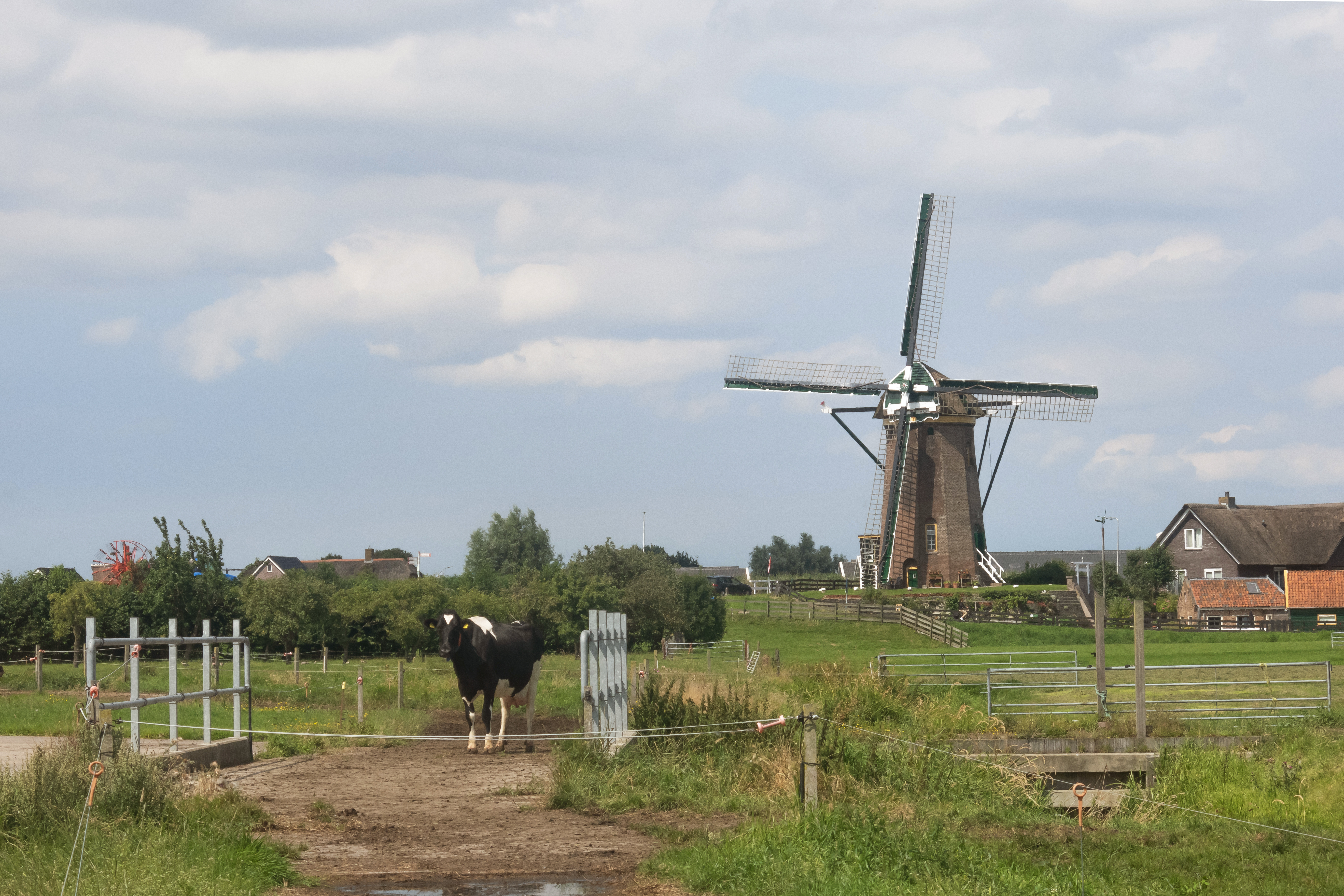
Lijkermolen no1
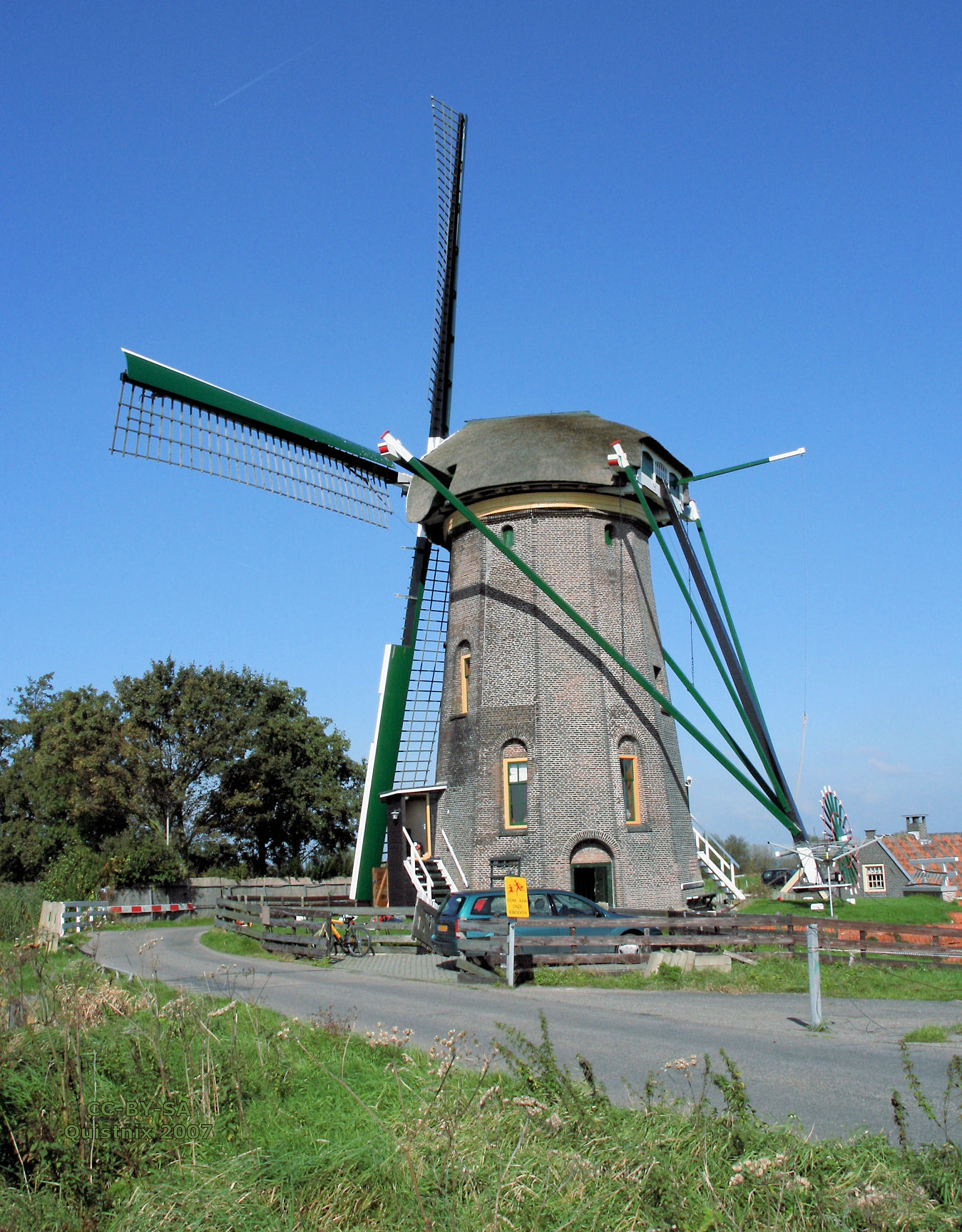
Le Lijkermolen no2 ('Moulin Lijker')
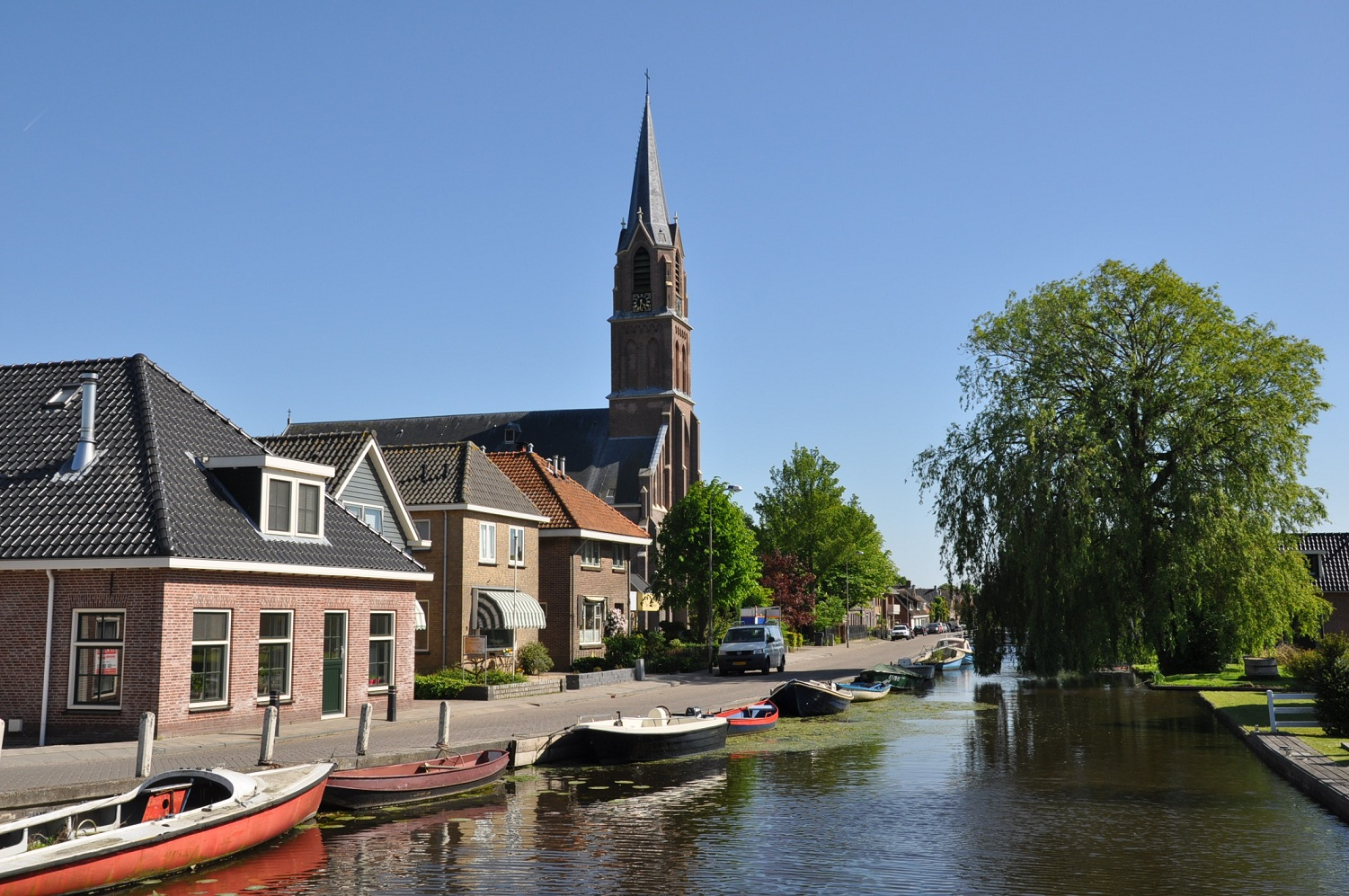
Centre avec église